# 다카다정 (후쿠시마현)
다카다정(高田町)은 일본 후쿠시마현 오누마군에 있던 정이다. 1955년 3월 31일 다카다정 등 7개 정·촌이 합병하여 아이즈타카다정이 신설되고 폐지되었다.

## 역사
- 1889년 4월 1일 - 정촌제 시행에 의해 다카다촌이 단독으로 자치체를 형성하였다.
- 1896년 7월 1일 - 다카다촌이 정으로 승격, 다카다정이 되었다.
- 1927년 4월 1일 - 다카다정에 다가와촌이 편입되었다.
- 1955년 3월 31일 - 다카다정 및 아카자와촌, 나가이노촌, 오마타촌, 히가시오마타촌, 아사히촌, 후지카와촌 등 7개 정·촌이 합병하여 아이즈타카다정이 신설되고 폐지되었다.

## 교통

### 철도
- 일본국유철도
  - 아이즈선(※다다미선)

## 참고 문헌
- 角川日本地名大辞典 7 福島県